# Макарово (Макеевское сельское поселение)
Макарово — деревня в Клепиковском районе Рязанской области. Входит в состав Екшурского сельского поселения.

## География
Находится в северной части Рязанской области на расстоянии приблизительно 5 км на юг по прямой от районного центра города Спас-Клепики на правом берегу реки Пра.

## История
На карте 1850 года показана как Переднее Пилево с 6 дворами. В 1859 году здесь (тогда деревня Макарова или Бережки Рязанского уезда Рязанской губернии) было учтено 6 дворов, в 1897 (Переднее Пилево или Макарово)— 9.

## Население
Численность населения: 49 человек (1859 год), 113 (1897), 26 в 2002 году (русские 92 %), 33 в 2010.